# 三菱・フォルテ
フォルテ（Forte ）は、三菱自動車工業が生産・販売していた1トンボンネットトラック/ライトトラックである。

## 概要
アメリカの自動車メーカークライスラーとの共同開発で生まれた。同社の小型ボンネットトラックとしては1966年から1971年まで生産・販売されたコルトトラック以来、7年ぶりに投入された車種であり、初代（通算3代目）ギャランΣのフロント用ドアパネルやエンジン、ドライブトレインを流用している。主に北米をはじめとした海外向けとして企画、生産された。スタイルは初代「ギャランΣエテルナ」のイメージを踏襲し、ロングノーズ、ライトトラック初のエアダムスカート、丸型4灯式ヘッドランプを採用。
海外での名称はマイティーマックス、L200、L200エクスプレスなど。
提携先のクライスラーではダッジ・ラム50、プリムス・アロートラックの名で、主にティーンエイジャーや女性向けとして販売されていた。
フォルテに搭載されたイージーセレクト4WDをSUV化したものがパジェロ、同じくこれらのパワートレインをワンボックスカーに流用したものがデリカスターワゴン4WDとなる。
日本では旧大江工場で生産されていた。

### 年表

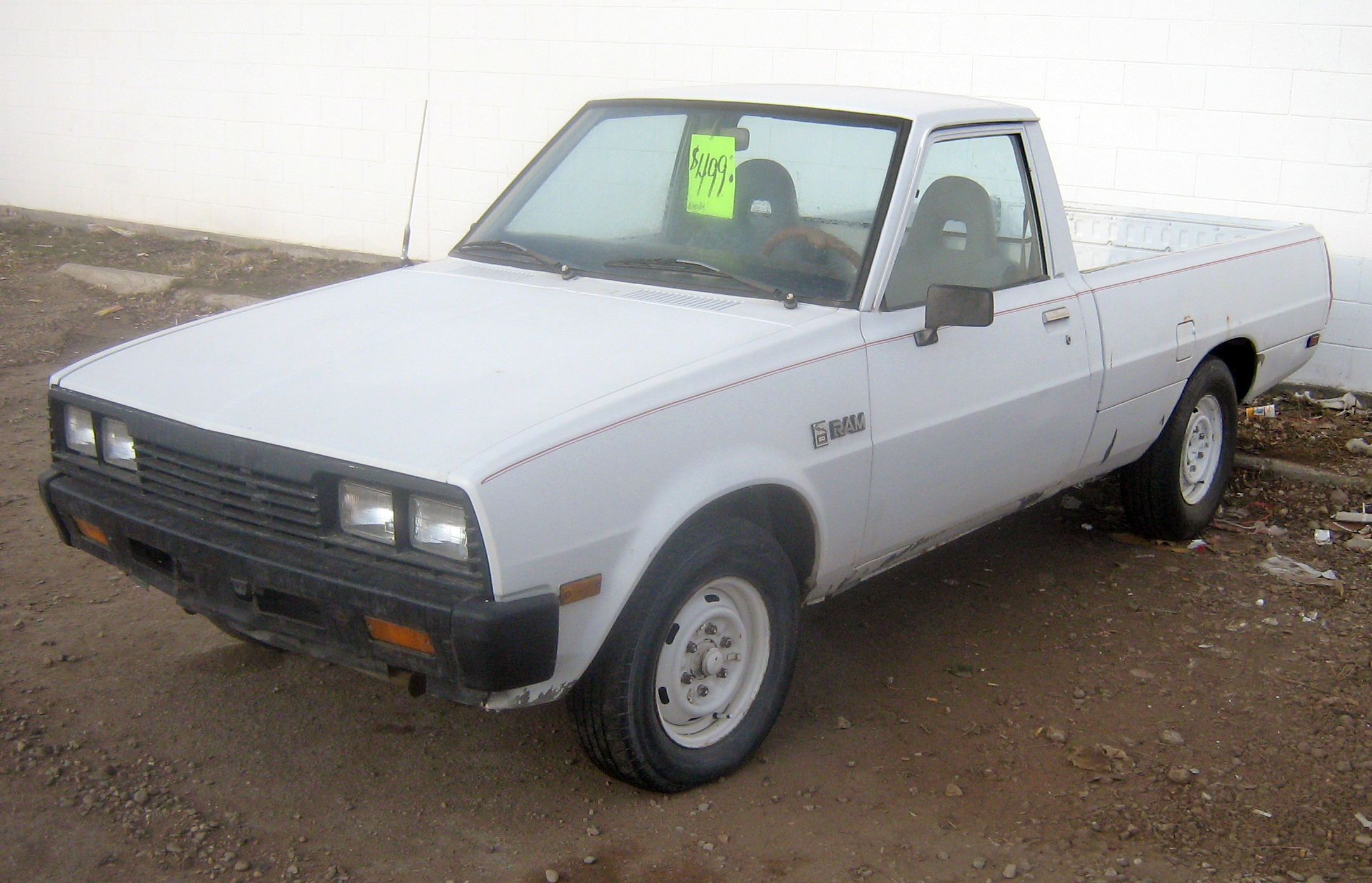
ダッジ・ラム50

1978年9月1日
発売。
1978年10月
北米にて輸出が開始される。
1980年10月
マイナーチェンジ。4WD車を追加。
1984年12月
マイナーチェンジ。角型4灯式ヘッドライトに変更。
1985年
オーストラリア・ウィンズサファリラリーに出場。増岡浩が総合3位（1位、2位はパジェロ）。
1986年
国内販売を終了。後継はストラーダ。輸出仕様のL200もストラーダベースに移行した。
- ダッジ・ラム50

## 車名の由来
「フォルテ」とは、イタリア語で「強い」（英語のforceに相当）を意味する。